# سام وادزورث
سام وادزورث (بالإنجليزية: Sam Wadsworth)‏ (13 سبتمبر 1896 في المملكة المتحدة - 1 سبتمبر 1961 في هولندا) هو مدرب كرة قدم ولاعب كرة قدم إنجليزي في مركز الدفاع. شارك مع منتخب إنجلترا لكرة القدم. أما مع النوادي، فقد لعب مع بلاكبيرن روفرز ونادي بيرنلي وهدرسفيلد تاون وLytham F.C. ‏ ونادي نيلسون.

## وصلات خارجية
- سام وادزورث على موقع قاعدة بيانات كرة القدم.إي يو (الإنجليزية)
- سام وادزورث على موقع ناشيونال فوتبول تيمز (الإنجليزية)